# Rhynchosia braunii
Rhynchosia braunii är en ärtväxtart som beskrevs av Hermann August Theodor Harms. Rhynchosia braunii ingår i släktet Rhynchosia och familjen ärtväxter. Inga underarter finns listade i Catalogue of Life.